# Zueignung (Lied)
Zueignung ist ein Lied des Komponisten Richard Strauss nach dem Gedicht Habe Dank des österreichischen Dichters Hermann von Gilm. Strauss vollendete die Komposition am 13. August 1885. Das Lied ist Teil der ersten Sammlung von Liedern, die der Komponist als op. 10 veröffentlichte. Ursprünglich war das Lied für eine Gesangsstimme und Klavier konzipiert. Die erste Orchesterfassung von 1932 stammte vom Dirigenten Robert Heger, 1940 erstellte Strauss eine eigene Orchesterfassung. Zueignung gilt als eine der bekanntesten und meist gespielten Kompositionen von Richard Strauss.

## Entstehung

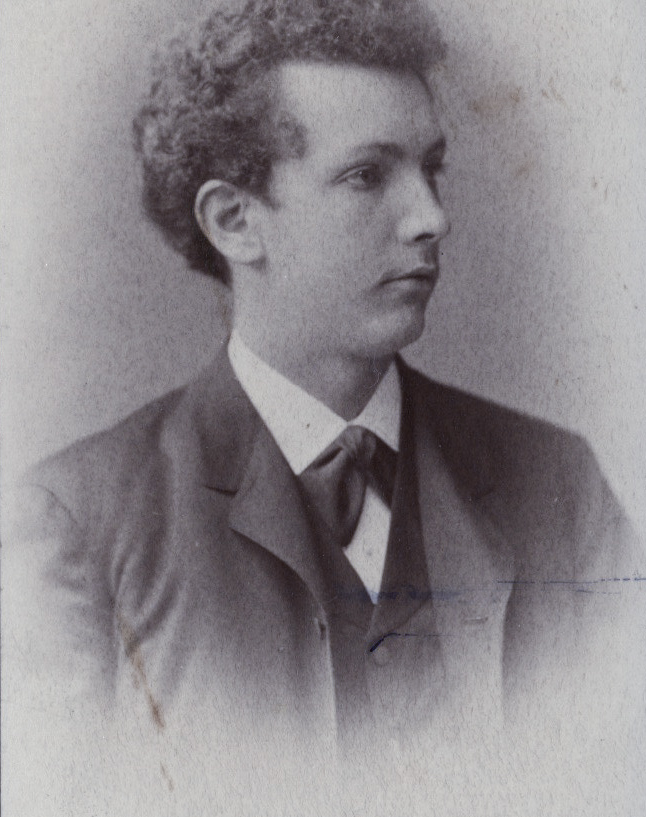
Richard Strauss

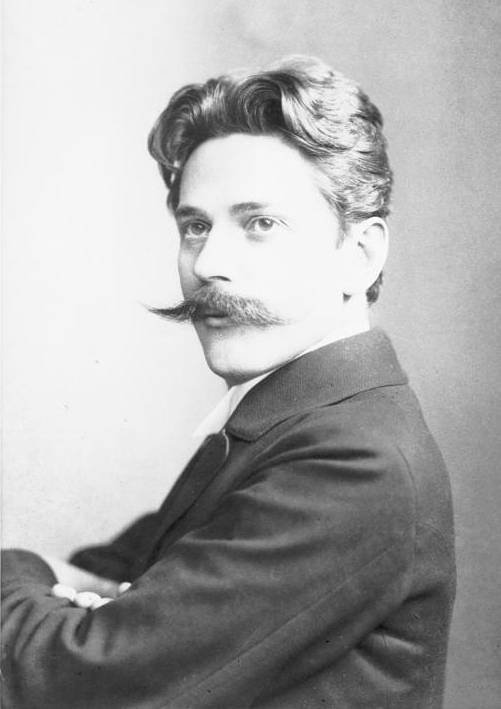
Ludwig Thuille

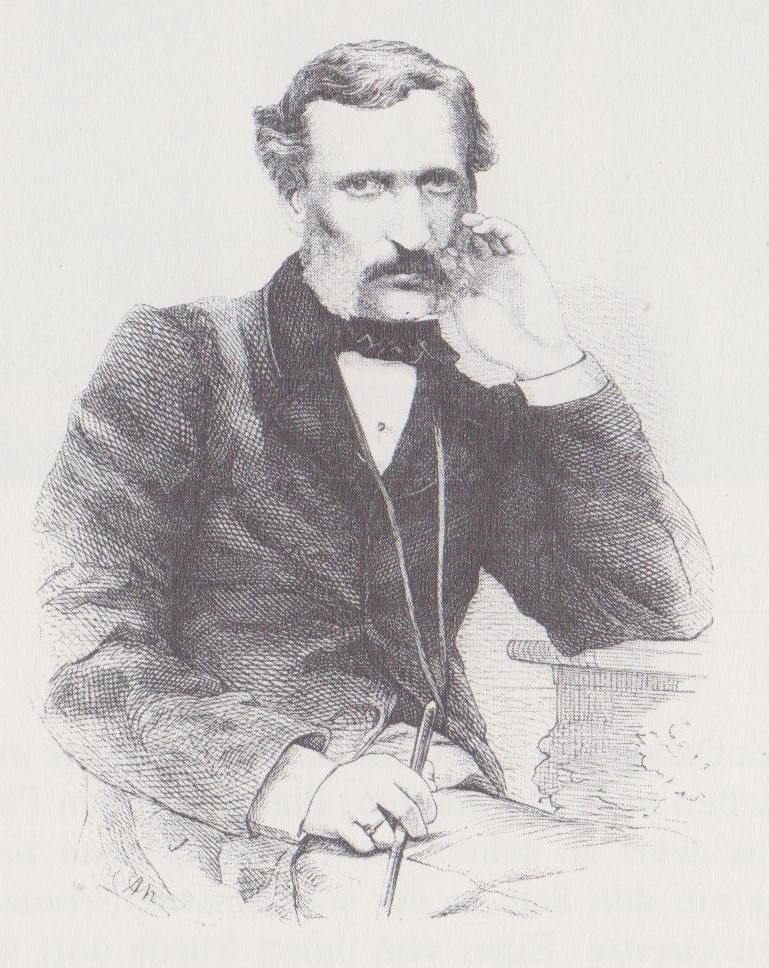
Hermann von Gilm

1882 zeigte Ludwig Thuille, ein Freund von Strauss, diesem einige Gedichte aus dem Gedichtband Letzte Blätter von Hermann von Gilm, welcher im Jahre 1864 publiziert wurde, dem Jahr, in dem er starb und Strauss geboren wurde. Habe Dank, der Refrain wurde Titel des Gedichtes, stammte von 1845 und befand sich nicht in diesem Gedichtband. Gilm zu Rosenegg war ein österreichischer Jurist und k. u. k. Beamter. Aufgrund seiner liberalen (und kirchenkritischen) Einstellung konnte er die meisten seiner Texte zu Lebzeiten nicht veröffentlichen. Zu Lebzeiten erschienen nur wenige seiner Gedichte, darunter der Band Tiroler Schützenleben.
Strauss vertonte acht Gedichte von Gilm und veröffentlichte sie als op. 10, Zueignung wurde das erste Lied. Der gesamte Zyklus wurde für Tenorstimme komponiert. Strauss widmete das Lied Heinrich Vogl, was entgegen dem Wunsch des Vaters Franz Strauss war, dieser wünschte, dass die ersten veröffentlichten Lieder der Tante Johanna gewidmet werden als Dank für ihre Unterstützung seiner Musik-Ausbildung. Am 5. März 1886 wurde Zueignung zusammen mit drei weiteren Liedern aus dem op. 10, bei einem Kammerkonzert durch den Sänger Rudolph Engelhardt das erste Mal öffentlich vorgetragen. 1897 entstand eine englische Version des Liedes durch Paul Bernhoff.

## Liedtext
Ja, du weißt es, teure Seele,
Daß ich fern von dir mich quäle,
Liebe macht die Herzen krank,
Habe Dank.
Einst hielt ich, der Freiheit Zecher,
Hoch den Amethysten-Becher,
Und du segnetest den Trank,
Habe Dank.
Und beschworst darin die Bösen,
Bis ich, was ich nie gewesen,
heilig, heilig an’s Herz dir sank,
Habe Dank.

## Wirkungsgeschichte
Es handelt sich um ein seit seiner Entstehungszeit durchgehend bis in die Gegenwart häufig gespieltes Werk. Es liegen über 200 Aufnahmen vor. Strauss selbst nahm das Lied, als Klavierbegleiter, dreimal auf: 1919 mit dem Bariton Heinrich Schlusnus, zweimal 1942 in Radioaufzeichnungen in Wien, mit der Sopranistin Maria Reining und mit dem Tenor Anton Dermota.
1932 wurde das Lied durch Robert Heger orchestriert, 1940 durch Richard Strauss selbst für Viorica Ursuleac.
Strauss änderte die Musik ein wenig und fügte eine zusätzliche Zeile „Du wunderbare Helena“ hinzu, bezogen auf Ursuleacs, die die Titelrolle in Strauss’ Die ägyptische Helena bei den Salzburger Festspielen 1933 sang. Die Strauss’sche Orchesterfassung wurde am 4. Juli 1940 in Rom uraufgeführt, gesungen von Viorica Ursuleac und dirigiert von deren Ehemann Clemens Krauss. Zu bekannten Interpreten des Liedes zählen des Weiteren Barbara Bonney, Grace Bumbry, Joyce DiDonato, Renée Fleming, Dusolina Giannini, Soile Isokoski, Gwyneth Jones, Lotte Lehmann, Zinka Milanov, Jessye Norman, Lucia Popp, Elisabeth Schwarzkopf  sowie Francisco Araiza, Piotr Beczała, Jussi Björling, Dietrich Fischer-Dieskau, Thomas Hampson, Ben Heppner, Jonas Kaufmann, Alexander Kipnis, Alfredo Kraus, Michael Nagy, Thomas Quasthoff, Hermann Weil, Gösta Winbergh und Fritz Wunderlich.

## Orchesterfassungen
Richard Strauss erstellte selbst im Jahr 1940 eine Orchesterfassung. Diese wurde am 19. Juni 1940 fertig gestellt. Die folgenden Instrumente werden eingesetzt:
- Zwei Flöten, zwei Oboen, 2 Clarinette, 3 Fagotte
- Vier Hörner, 3 Trompeten
- Pauke
- zwei Harfen
- Streicher

Die Orchestrierung von Robert Heger aus dem Jahr 1932 beruht auf folgender Instrumentierung:
- Zwei Flöten, zwei Oboen, 2 Clarinette, Bassklarinette, zwei Fagotte
- Vier Hörner, zwei Trompeten, eine Posaune
- Pauke
- eine Harfe
- Streicher